# Karel Reichenbach
Baron Dr. Karl Ludwig von Reichenbach (12. února 1788 – 19. ledna 1869) byl německý chemik, geolog, metalurg, přírodovědec, průmyslník a filozof. Je znám jako objevitel výrobků z dehtu, jako je parafín, pittakal (první syntetické barvivo) a fenol. Kromě toho se věnoval i bádání o vyšší lidské nervové činnosti, které se zabývalo senzitivními jevy - vyzařováním magnetických vln, které nazval OD. Stal se významnou osobností v rozvoji rájeckého a blanenského panství, které vlastnil rod pánů ze Salmu, zajímal se též o Moravský kras.

## Životopis
Narodil se 12. února 1788 ve Stuttgartu. Studoval na univerzitě v Tübingenu, kde získal titul doktora filozofie. V mládí se zajímal o vytvoření německého státu, který by vznikl z tehdejší řady malých německých států a státečků. Postupem času zaměřil svoji pozornost na ryze vědecké záležitosti. Navštívil hutě v Německu a ve Francii a stal se odborníkem v hutnictví. Roku 1821 ho vzal do svých služeb starohrabě Hugo František Salm. Karel Reichenbach se stal vůdčí osobností jeho panství a byl jmenován do funkce ředitele rozsáhlých průmyslových knížecích podniků. Povznesl železářství do té úrovně, že se blanenské železárny staly na dlouhou dobu největší továrnou v Rakouském císařství. Kromě své činnosti se též zajímal o Moravský kras, prováděl zde zkoumání a výškopisná měření.
Syn Huga Salma Hugo Karel Eduard však začal na něj, pro jeho nesporné úspěchy, žárlit, z čehož vznikly soudní spory. Jejich následkem bylo odstěhování Karla Reichenbacha v roce 1840 do Vídně. Zde se na zámku Kobenzl začal věnovat svým „odistickým” bádáním, též se zabýval zkoumáním meteoritů. V závěru svého života získal nálepku škarohlída a podivína, který se straní lidí. Zemřel v Lipsku 19. ledna 1869 zcela opuštěn.

## Ódické jevy
K výzkumu tzv. ódických jevů dospěl na základě „empirických a zákonitou cestou sesbíraných fyzických a fyziologických podkladů” a jeho pohled na tyto jevy se dle jeho vlastních slov „podstatně liší od často vyumělkovaných a poněkud zmatených názorů o tzv. živočišném či animálním magnetismu”. Jak sám říkal, zabýval se ve skutečnosti jen výzkumem senzitivní percepce (předmluva k 2. vydání Ódických listů z roku 1856), přičemž jeho poznatky potvrdilo hned několik badatelů. Dr. Buchmann von Alvensleben ve svém díle Die Hydrometeore in ihrer Beziehung zur Reizung der sensitiven Nervenfaser prohlásil, že „pokusy Dr. Reichenbacha četnými vlastními pokusy potvrdil”. V jiném díle, nazvaném Das Od, eine wissenschaftliche Skizze, vyjmenoval Dr. Büchner von Tübingen případy, kdy byly za jeho přítomnosti pozorovány jevy, popisované Reichenbachem (těchto experimentů se zúčastnili i Dr. Ranke a profesor Rapp). Dr. Neumann, sám senzitivní potom, co pozoroval ve tmě „ódické světlo ve všech jeho hlavních formách”, dokonce vystavěl za účelem experimentálního výzkumu v Berlíně temnou komoru, kde v průběhu prvních pokusů vidělo světelné jevy, Reichenbachem udávané, celkem 34 různých osob (část svých pokusů zveřejnil Dr. Neumann v časopise Atheneum für Heilgymnastik). V Anglii potvrdil poznatky z Reichenbachova výzkumu senzitivní percepce ve spise Letters on animal magnetism též William Gregory, profesor chemie na univerzitě v Edinburghu (v Anglii v té době autorita stavěná po bok Michaela Faradaye), který také sám přeložil některé z Reichenbachových spisů do angličtiny (ty překládal i Dr. John Ashburner, v anglických překladech zachovávající původní termín „Od”, který Gregory nahrazuje termínem „Odyle”).